# Castelo de Sárria

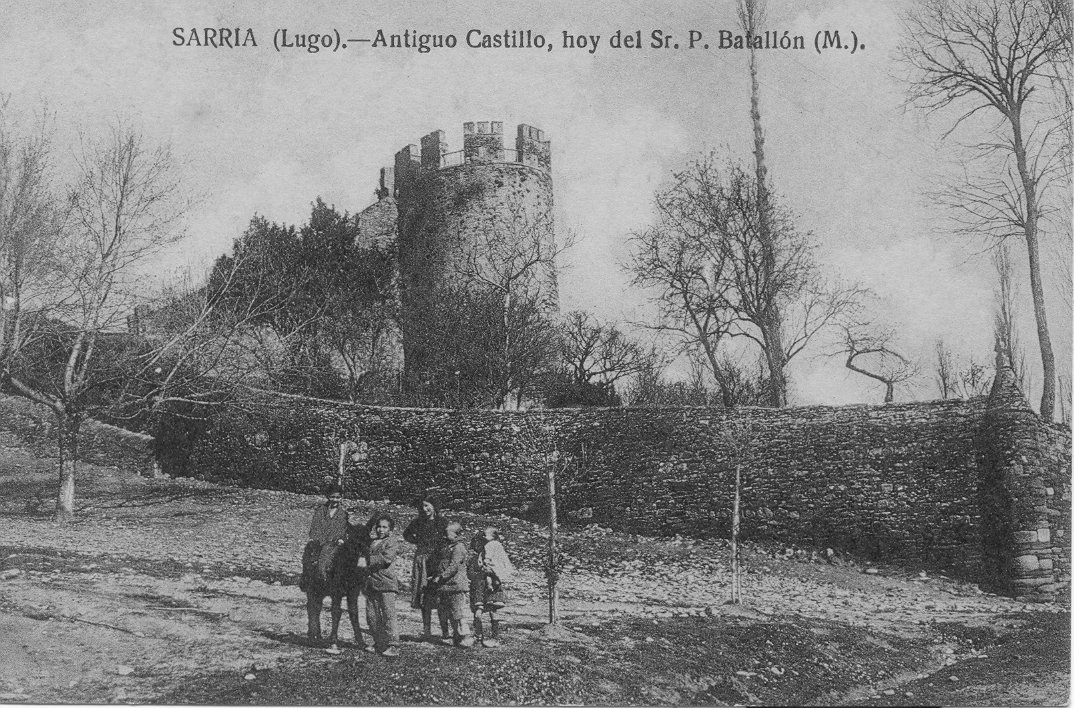
O castelo de Sarria numa imagem de época.

A fortificação de Sarria, também conhecida como Torre dos Batalhões (em galego: Torre dos Batallóns) ou simplesmente Torre de Sarria, encontra-se numa colina no mais alto da vila do concelho luguês de Sarria, na comunidade autónoma da Galiza, Espanha, numa posição que lhe outorga uma visão dominante sobre todo o vale.

## História
Desconhece-se a origem da construção, tanto a data como quem foi seu fundador. A meados do século XII Gutierre Ruiz de Castro adquiriu o senhorio de Sarria por meio do seu matrimônio com Elvira Osório, filha de Suer Ianes de Moura (1120 -?) e possivelmente nestas datas foi construída a fortificação no lugar que ocupava um antigo castro.
A fortificação foi arrasada pelos sublevados irmandinhos no transcurso da Grande Guerra Irmandinha, por volta de 1467.
Após o seu paulatino abandono, finalmente, no século XIX procedeu-se ao reenchido dos profundos fossos defensivos.

## Características
Os restos da fortificação que chegaram até nossos dias limitam-se a um torreão de defesa, de planta irregular e a frente semicircular, e que fazia parte do castelo, servindo de reforço dum ângulo onde se juntavam dois do seus lados.
O torreão conserva as ameias e uma altura com cerca de quatorze metros, tendo um eixo de 6-7 metros.